# Cao Ly Tĩnh Tông
Cao Ly Tĩnh Tông (Hangeul: 고려 정종, chữ Hán: 高麗 靖宗; 31 tháng 8 năm 1018 – 24 tháng 6 năm 1046, trị vì 1034 – 1046) là vua thứ 10 của vương triều Cao Ly.
Ông sinh ngày 31 tháng 8 năm 1018, là con trai thứ hai của Cao Ly Hiển Tông và Nguyên Thành Vương hậu, và là vương đệ của Cao Ly Đức Tông. Ông có tên húy là Vương Hanh (王亨, 왕형, Wang Hyeong), tên chữ là Thân Chiếu (申照, 신조, Sinjo). Năm lên 4 tuổi, tức là năm 1022, ông được Hiển Tông phong làm Nội sử lệnh (Naesaryeong), một vị trí cấp cao, rồi Diên Khánh viện (延慶院) và trở thành Bình Nhưỡng quân (平壤君).
Do Cao Ly Đức Tông qua đời vào ngày 31 tháng 10 năm 1034 không có con trai nối dõi nên ông đã kế vị, tức là Cao Ly Tĩnh Tông. Tĩnh Tông vừa lên ngôi thì phong cho em trai thứ 5 của mình là Khai Thành Quốc công Vương Cơ trờ thành Thú thái bảo (수태보, 守太保). Ông còn phong cho vợ cả là Dung Tín Vương hậu Hàn thị trở thành Diên Hưng Cung chúa (연흥궁주, 延興宮主).
Tĩnh Tông đã rất quan tâm đến việc binh, và đã bắt đầu cho xây các thành phòng thủ dọc theo biên giới phía bắc ngay trong năm đầu tiên trị vì. Việc này khiến cho vua Liêu Hưng Tông của nhà Liêu lo lắng về nguy cơ bị tấn công từ Cao Ly.
Năm 1035, vợ cả của Tĩnh Tông là Dung Tín Vương hậu Hàn thị hạ sinh Vương Huýnh (왕형). Tĩnh Tông phong cho Dung Tín Vương hậu trở thành Huệ phi (혜비 한씨, 惠妃 韓氏; Hye-Bi) và Định Tín Vương phi (정신왕비, 定信王妃) không lâu sau lần thăng bậc đầu tiên của bà ta.
Khi đó em gái của Dung Tín Vương hậu (vợ cả của Tĩnh Tông) là Dung Ý Vương hậu đang làm Cung nhân (궁인, 宮人) trong hoàng cung Khai Thành, nhưng sau đó Tĩnh Tông lấy bà ta làm vợ thứ hai và phong cho bà thành Huyền Đức Cung chúa (현덕궁주, 玄德宮主), sống ở Vạn Linh cung (만령궁, 萬齡宮).
Năm 1036, Dung Tín Vương hậu (vợ cả của Tĩnh Tông) qua đời và được chôn cất tại Huyền lăng (현릉, 玄陵). Tĩnh Tông cũng quan tâm đến việc hỗ trợ vật chất cho quân lính, cấp đất công cho binh lính nghèo khổ cùng năm 1036.
Năm 1037, nước Cao Ly (đời vua Cao Ly Tĩnh Tông) bị quân đội nhà Liêu (đời vua Liêu Hưng Tông) ở phía bắc xâm lược. Sau khi bị quân dân Cao Ly chống trả quyết liệt, quân Liêu phải rút lui về bắc.
Ngày 1 tháng 4 năm 1038, hai năm sau khi chị gái Dung Tín Vương hậu qua đời, Dung Ý Vương hậu được Tĩnh Tông ban tước hiệu hoàng gia là Hàn phi Hàn thị (여비 한씨, 麗妃 韓氏) và Xương Thành Cung chúa (창성궁주, 昌盛宮主).
Tháng 2 năm 1040, Dung Ý Vương hậu (vợ thứ 2 của Tĩnh Tông) chính thức trở thành Vương hậu của Cao Ly. Dung Ý Vương hậu lần lượt hạ sinh ba con trai cho Tĩnh Tông là Vương Phưởng, Vương Kính và Vương Khải. Cùng năm 1040, Dung Tiết Đức phi Kim thị (con gái của Kim Nguyên Xung, cháu gái nội của Kim Nhân Vị) được Tĩnh Tông chọn làm vợ thứ 4 và kết hôn không lâu sau đó. Sau đó, bà ta được phong tước hiệu hoàng gia là Diên Hưng Cung chúa (연흥궁주, 延興宮主).
Năm 1044, Thiên Lý Trường Thành (Cheolli Jangseong) của Cao Ly (đời vua Cao Ly Tĩnh Tông) được hoàn thành và chắn ngang biên giới miền bắc của đất nước Cao Ly. Bức tường kéo dài từ cửa sông Áp Lục đến khu vực thành phố Hamhung (Hàm Hưng) ở Bắc Triều Tiên ngày nay. Các dấu vết của bức tường vẫn còn tồn tại cho đến ngày nay ở một số nơi như Uiju và Chongpyong. Thiên Lý Trường Thành này góp phần bảo vệ Cao Ly trước sự tấn công của nhà Liêu (đời vua Liêu Hưng Tông) ở tây bắc và tộc Nữ Chân ở đông bắc.
Lúc đầu, Tĩnh Tông nghe nói về vẻ ngoài xinh đẹp của Diên Xương Cung chúa Lư thị và bị quyến rũ bởi điều này, sau đó ông đã bí mật mời bà ta vào cung điện và thành vợ thứ 5 của ông. Không lâu sau đó, bà ta trở thành người mà ông yêu quý nhất. Mặc dù vậy, bà ta không nhận được bất kỳ tước vị hoàng gia nào từ Tĩnh Tông.
Tĩnh Tông đã cho ban hành Chế độ con trưởng kế vị (trưởng tử tương tục pháp) áp dụng cho toàn bộ Cao Ly. Ngoài ra ông còn dặn em trai ông là Vương Huy chăm sóc Diên Xương Cung chúa Lư thị (vợ thứ 5 của ông) dùm ông sau khi ông qua đời. Ngày 24 tháng 6 năm 1046, Tĩnh Tông băng hà. Thụy hiệu Hoằng Hiếu An Nghị Văn Kính Dung Huệ Đại vương (弘孝安毅文敬容惠大王), táng tại Châu lăng (周陵). Do ba con trai cũa Tĩnh Tông là Vương Phưởng, Vương Kính và Vương Khải còn nhỏ nên em ông là Vương Huy kế vị, tức là Cao Ly Văn Tông.

## Gia đình
- Cha: Cao Ly Hiển Tông.
- Mẹ: Nguyên Thành Vương hậu.

### Hậu phi
- Dung Tín Vương hậu Hàn thị (용신왕후 한씨; ? – 1036), con gái của quan Thị trung Hàn Tộ (韓祚)[18] và là em gái của Hàn Khuê (한규).[8] Hàn thị lấy Tĩnh Tông khi còn là Bình Nhưỡng quân, được phong Diên Hưng Cung chúa (延興宮主). Khi Tĩnh Tông lên ngôi thì bà được nâng lên Định Tín Vương phi (定信王妃). 1 năm sau qua đời, truy phong Vương hậu, thụy hiệu Định Ý Minh Đạt Hy Mục Dung Tín Vương hậu (定懿明達禧穆容信王后).
- Dung Ý Vương hậu Hàn thị (용의왕후 한씨), con gái của quan Thị trung Hàn Tộ (韓祚),[19] em gái của Dung Tín Vương hậu,[20] nguyên phong Huyền Đức Cung chúa (玄德宮主), Xương Thành Cung chúa (昌盛宮主). Năm 1040, sắc phong Vương hậu.
- Dung Mục Vương hậu Lý thị (용목왕후 이씨), con gái của Công bộ thị lang Lý Bằng Yên (李禀焉),[21] vợ thứ 3 của Tĩnh Tông,[5] có một người chị em là vợ thứ 4 của Cao Ly Đức Tông.[22] Sắc phong Xương Thành Cung chúa (창성궁, 昌盛宮),[23] qua đời truy phong Vương hậu.
- Dung Tiết Đức phi Kim thị (용절덕비 김씨; ? – 1102), con gái của Kim Nguyên Trùng (金元冲), cháu gái nội của Kim Nhân Vị.[24][25] Nguyên là Diên Hưng Cung chúa (延興宮主). Qua đời truy phong Đức phi.
- Diên Xương Cung chúa Lư thị (연창궁주 노씨; ? – 1048).

### Hậu duệ
1. Vương tử Vương Huýnh (왕형; 1035 – ?), chết yểu, mẹ là Dung Tín Vương hậu[26].
2. Ai Thương quân Vương Phưởng (애상군 왕방), mẹ là Dung Ý Vương hậu. Cao Ly Văn Tông sắc phong[27].
3. Lạc Lãng hầu Vương Kính (낙랑후 왕경), mẹ là Dung Ý Vương hậu. Cao Ly Văn Tông sắc phong[27].
4. Khai Thành hầu Vương Khải (개성후 왕개, ? – 1062), mẹ là Dung Ý Vương hậu, thụy là Thận Thương (慎殤). Cao Ly Văn Tông sắc phong[27].
5. Điệu Ai Công chúa (도애공주; ? – 1057), mẹ là Dung Mục Vương hậu.[28] Cao Ly Văn Tông truy phong Điệu Ai[29].